# فرودگاه لایتنینگ ریج
فرودگاه لایتنینگ ریج (به انگلیسی: Lightning Ridge Airport) یک فرودگاه همگانی با کد یاتا LHG است که یک باند فرود آسفالت و شن دارد و طول باند آن ۱۴۰۶ متر است. این فرودگاه در کشور استرالیا قرار دارد و در ارتفاع ۱۶۵ متری از سطح دریا واقع شده است.